# Chertek Amyrbitowna Antschimaa-Toka
Chertek Amyrbitowna Antschimaa-Toka (russisch Хертек Амырбитовна Анчимаа-Тока, wiss. Transliteration Chertek Amyrbitovna Ančimaa-Toka, * 1. Januar 1912 in Kysyl-Dag, Kaiserreich China; † 4. November 2008 in Kysyl) war eine tuwinische Politikerin. Sie war weltweit das erste weibliche Staatsoberhaupt einer Republik.
Chertek Antschimaa stammte aus einer mittellosen tuwinischen Familie. Nach einem Studium an der Kommunistischen Universität der Werktätigen des Ostens in Moskau arbeitete sie ab 1935 in der Propaganda-Abteilung der tuwinischen Jugendorganisation Rewsomol. 1938 wurde sie Direktorin der Frauenabteilung der Volksrevolutionären Partei von Tuwa. Von 1940 bis 1944 bekleidete sie das Amt der Vorsitzenden des tuwinischen Parlaments (Kleiner Chural) in der Funktion des Staatsoberhaupts. Nach dem Beitritt Tuwas zur Sowjetunion am 11. Oktober 1944 bekleidete sie mehrere regionale Ämter bis zu ihrer Pensionierung im Jahr 1972.
1940 heiratete Chertek Antschimaa den Generalsekretär der Volksrevolutionären Partei von Tuwa und eigentlichen Machthaber Saltschak Toka, behielt jedoch ihren Familiennamen bei. Erst nach dem Tod ihres Mannes im Jahr 1973 nannte sie sich Antschimaa-Toka. Chertek Antschimaa hatte zwei Söhne und eine Tochter.